# Ombudsman
Een ombudsman, en diens afsplitsingen ombudsvrouw, ombudspersoon, ombudsdienst, of ombudsfunctie is een onpartijdige klachtbehandelaar(ster) die gevraagd en ongevraagd onderzoek verricht naar de rechtmatigheid van gedragingen van overheden of van particuliere instellingen en bedrijven.

## Etymologie
De term ombudsman stamt uit het Zweeds, waarin het woorddeel ombud oorspronkelijk wettelijk vertegenwoordiger of adviseur betekent. Het woord stamt uit het Oudnoords umboðsmaðr, een samenstelling van umboð en maðr, dat 'man' betekent. umboð is een samenstelling van um "rondom," en boð "bevel". In Nederland was het woord ombudsman al bekend in het midden van de negentiende eeuw, maar mogelijk ook eerder. Zo bestaat er een Nederlandstalig nieuwsbericht uit 1851 over een rapport van de Zweedse Procureur van justitie der Staten, de justitie ombudsman van Zweden. In 1869 schreef een verslaggever in een Nederlandse krant enigszins bewonderend over de Zweedse functie van Rikets Ständers Justitie-Ombudsman, hetgeen zich volgens de verslaggever liet vertalen als Procureur-Generaal van Justitie van het Zweedsche volk.

## Nederland

### Geachte Ombudsman
Het begrip ombudsman werd in 1969 in Nederland gemeengoed door VARA-programmamaker Tom Pauka. Hij bedacht na een vakantie in Zweden een televisieprogramma, dat eerst Geachte Ombudsman heette en daarna De Ombudsman. Het werd vooral bekend toen oud-minister Marcel van Dam het presenteerde.

### Stichting De Ombudsman
De Stichting De Ombudsman is een spin-off van het televisieprogramma, en bestond tot 1 juni 2013. De stichting was gespecialiseerd in juridische dienstverlening, en ondersteunde mensen die niet in staat zijn voor hun recht op te komen.

### Overheid
In 1982 werd de Nationale ombudsman ingesteld. Deze onafhankelijke functionaris behoort tot de Hoge colleges van staat. 
Het in Den Haag gevestigde kantoor oordeelt bij klachten over gedragingen van ambtenaren en bestuursorganen van rijk, provincies, gemeenten, openbare lichamen, waterschappen en gemeenschappelijke regelingen, tenzij er hier al een eigen ombudsfunctie is ingesteld. Verscheidene, vooral grote, gemeenten kennen namelijk een eigen ombudsman. Soms is die ondergebracht bij een regiobestuur, zodat ook kleinere buurgemeenten tot het werkgebied horen. Ook de autonome landen in het Koninkrijk Curaçao, Aruba en Sint Maarten, hebben een eigen ombudsman. De BES-eilanden behoren tot het werkgebied van de Nationale Ombudsman.
Nederland kent sinds 2011 ook een speciale kinderombudsman. Deze controleert niet alleen of de kinderrechten door overheden nageleefd worden, maar ook door organisaties in het onderwijs, de kinderopvang, de jeugdzorg en de gezondheidszorg.

### Overige ombudsdiensten
Er komen in Nederland ook ombudsfunctionarissen voor bij bijvoorbeeld onderwijsinstellingen, dagbladredacties en de verzekeringssector. Vanuit Dolle Mina werd in 1973 stichting De Ombudsvrouw opgericht met Meta van Beek als eerste ombudsvrouw voor werkende vrouwen. Omroep Max heeft sinds 2013 een eigen ombudsman, Rogier de Haan en Jeanine Janssen.

## België
In België zijn er sinds 1995 twee federale ombudsmannen (Frans: médiateur fédéral). Ook verscheidene regionale overheden (zoals de Vlaamse Ombudsdienst) en gemeentelijke overheden (zoals die van Antwerpen, Gent, Brugge en Sint-Niklaas) hebben een ombudsman. Ook bij dienstverlenende (semi-)overheidsbedrijven zoals bpost of de spoorwegen kunnen klanten een beroep doen op een ombudsman. In de ziekenhuizen is een ombudsfunctie voorzien..
Tegenstanders zijn van mening dat deze dienst het voormalige partijpolitieke dienstbetoon vervangt dat meestal enkel maar door de grootste partijen en/of meerderheidspartijen bekostigd kon worden. In sommige steden en gemeenten wordt deze functie echter vervuld door een of meerdere straathoekwerkers.

## Europese Unie
Er bestaat ook een Europese Ombudsman die klachten onderzoekt over wanbeheer bij de instellingen en organen van de Europese Unie. De Griek Nikiforos Diamandouros vervulde vanaf 2003 tot 2013 deze functie. Op 3 juli 2013 werd de Ierse ombudsman Emily O'Reilly verkozen tot Europees Ombudsman. Zij verkreeg 359 van de 635 stemmen.
Andere kandidaten waren o.a. Alex Brenninkmeijer, Markus Jaeger, Ria Oomen-Ruijten, Dagmar Roth-Behrendt en Francesco Speroni en twee niet bekendgemaakte namen.